# DJ Eprom
DJ Eprom, również Sztigar Bonko, właśc. Michał Baj (ur. 1983 w Jastrzębiu-Zdroju) – polski DJ, a także raper, producent muzyczny i inżynier dźwięku. Wraz z DJ-ami Benem i Krótkim współtworzy formację Modulators. Pod pseudonimem Sztigar Bonko tworzy humorystyczny hip-hop inspirowany dokonaniami Cypress Hill. W swej twórczości posługuje się etnolektem śląskim. Współtworzy ponadto duet z częstochowskim raperem Sensim, członkiem zespołu Hurragun.
W 2003 roku zajął 5. miejsce w konkursie ITF (International Turntablist Federation) Polska w kategorii Advancement, tego samego roku wywalczył tytuł mistrza POP DJ. W 2004 roku w finałach Vestax Extravaganza Europy Wschodniej uplasował się na 3. miejscu, miejsce niżej uzyskał w ogólnoeuropejskim finale ITF w kategorii Scratching, natomiast w polskiej edycji konkursu ITF zajął 1. miejsce, po raz drugi został także mistrzem POP DJ, oraz mistrzem w konkursie National Internet Scratching.
W 2005 roku w europejskich finałach ITF w kategorii Scratching uplasował się na 2. miejscu, natomiast w polskiej odsłonie konkursu zajął 1. miejsce w kategoriach Scratching i Advancement. W 2006 roku wywalczył tytuł mistrza polskiej edycji IDA w kategorii Technical, został także mistrzem regionalnych zawodów ITF Poland Regionals Cracow, ponadto zajął 1. miejsce w zawodach Rodec Skratch Challenge w kategoriach TT Drummer i Scratch Dominator. W 2007 roku został mistrzem świata w finałach IDA w kategoriach Show, Technical i Show Class, a także mistrzem konkursów DJShop Workshop Battle i Skrecz.com Battle w kategorii Pro.
Poza działalnością artystyczną pracował w Kopalni Węgla Kamiennego Borynia w Jastrzębiu-Zdroju.

## Dyskografia
Albumy studyjne
| Rok  | Dane dot. albumu |
| ---- | --- |
| 2008 | 8 Bit Miner Breaks - Data: 19 maja 2008 - Wydawca: Lay – Belle - Format: LP                                           |
| 2010 | Machinerio (EP) - Data: 27 kwietnia 2010 - Wydawca: Subtopia Records - Format: digital download                       |
| 2013 | Jo! Sznupia (jako Sztigar Bonko) - Data: 27 czerwca 2013 - Wydawca: Asfalt Records - Format: CD, digital download     |
| 2014 | Boom Bap Boogie (oraz Sensi) - Data: 30 września 2014 - Wydawca: Asfalt Records - Format: CD, digital download        |
| 2014 | Harpagan (jako Sztigar Bonko) - Data: 4 grudnia 2014 - Wydawca: Asfalt Records - Format: CD, CS, LP, digital download |

Inne
| Rok  | Album                                        | Uwagi | Źródło |
| ---- | -------------------------------------------- | --- | ------ |
| 2002 | Made In Poland – MCF                         | scratche w utworze „Weekendowa bezsenność”                                                                                          | [ 14 ] |
| 2002 | Satelita prekursor – Strefa                  | scratche w utworach „Te miejsce” i „Spuszczone zasłony” oraz produkcja utworów „Ścieżki dźwięku”, „Bulwar” i „Sam na sam z miastem” | [ 15 ] |
| 2011 | Zwierzę bez nogi – Fisz, Emade               | realizacja nagrań, miksowanie, scratche                                                                                             | [ 16 ] |
| 2012 | Antidotum 2. Keep Funk Alive – Metro         | gościnnie scratche w utworach „DJ’s Tribute” i „Niemamczasu”                                                                        | [ 17 ] |
| 2012 | Insert Coin – Modulators                     | członek zespołu; produkcja, realizacja nagrań, miksowanie, mastering, sampler, gramofony, automat perkusyjny, rap                   | [ 18 ] |
| 2013 | Świadkowie patologii – Centrum Strona        | koprodukcja utworów „Na rejonach”, „Jak chcesz to hejtuj”, „To nie tak” i „Skacz” oraz miksowanie i mastering                       | [ 19 ] |
| 2013 | Blisko leży obraz końca – Sarius             | produkcja, miksowanie, scratche | [ 20 ] |
| 2013 | Czarna biała magia – Sokół, Marysia Starosta | scratche w utworach „Wyblakłe myśli” i „Nie padnę”                                                                                  | [ 21 ] |
| 2014 | F10rida – Diplo                              | remiks utworu „Big Lost” | [ 22 ] |
| 2014 | Nokturny & demony – Czarny HIFI              | gościnnie scratche w utworze „Dziecko we mnie”                                                                                      | [ 23 ] |
| 2014 | System Crack – Rakraczej                     | miksowanie, mastering | [ 24 ] |
| 2014 | Kodex 5 Elements – White House               | scratche w utworach „Welcome to the White House”, „Wierny”, „Czarno na białym”, „Carpe diem” i „Firewall”                           | [ 25 ] |
| 2014 | Karty SIM – RH-                              | scratche w utworach „Siedem” i „Jaka szkoda”                                                                                        | [ 26 ] |
| 2014 | Trzeba było zostać dresiarzem – Ten Typ Mes  | produkcja, scratche i miksowanie utworu „Oni wciąż biegają”                                                                         | [ 27 ] |

## Teledyski
| Rok  | Tytuł                                                                                       | Reżyseria              | Album           | Źródło |
| ---- | ------------------------------------------------------------------------------------------- | ---------------------- | --------------- | ------ |
| 2013 | „Blam Pam” (gościnnie: Ras Tabaka, DJ Falcon1, Mr Krime)                                    | Marcin „Tytus” Grabski | Jo! Sznupia     | [ 28 ] |
| 2013 | „Kauabanga” (gościnnie: San-Dacz, Ras Tabaka, DJ Falcon1)                                   | Marcin „Tytus” Grabski | Jo! Sznupia     | [ 29 ] |
| 2013 | „Poli Ci sie morda” (gościnnie: Sensi)                                                      | –                      | Harpagan        | [ 30 ] |
| 2014 | „97' dobrze pamiętam” (oraz Sensi, gościnnie: DJ Lem)                                       | Marcin „Tytus” Grabski | Boom Bap Boogie | [ 31 ] |
| 2014 | „Bez ściem” (oraz Sensi; gościnnie: Sarius, DJ Lem)                                         | Marcin „Tytus” Grabski | Boom Bap Boogie | [ 32 ] |
| 2014 | „Poza kontrolą” (oraz Sensi; gościnnie: DJ Lem)                                             | Piotr Klubicki         | Boom Bap Boogie | [ 33 ] |
| Inne |                                                                                             |                        |                 |        |
| 2013 | „Pogadajmy” – Numer Raz, Tomasz Nowak, Eskaubei, Zbigniew Jakubek, Bernard Maseli, DJ Eprom | Adrian Kilar Motion    | –               | [ 34 ] |